# Crossopetalum ilicifolium
Crossopetalum ilicifolium är en benvedsväxtart som först beskrevs av Jean Louis Marie Poiret, och fick sitt nu gällande namn av Carl Ernst Otto Kuntze. Crossopetalum ilicifolium ingår i släktet Crossopetalum och familjen Celastraceae. Inga underarter finns listade.